# 클라우디아 움피에레스
클라우디아 이네스 움피에레스 로드리게스(스페인어: Claudia Inés Umpiérrez Rodríguez, 1983년 1월 6일 ~ )는 우루과이의 여자 축구 심판이다. 2010년부터 국제축구연맹(FIFA) 주관 여성 대회의 심판을 맡고 있으며, 2016년부터는 우루과이의 남성 대회인 프리메라 디비시온과 세군다 디비시온의 심판도 맡고 있다.

## 심판 경력

### FIFA U-17 월드컵
2019년 FIFA U-17 월드컵
- 2019년 10월 29일:  앙골라 -  캐나다 (A조)
- 2019년 11월 2일:  세네갈 -  일본 (D조)
- 2019년 11월 6일:  프랑스 -  오스트레일리아 (16강전)

### FIFA 여자 월드컵
2015년 FIFA 여자 월드컵
- 2015년 6월 8일:  미국 -  오스트레일리아 (D조)
- 2015년 6월 16일:  스위스 -  카메룬 (C조)
- 2015년 6월 27일:  잉글랜드 -  캐나다 (8강전)

2019년 FIFA 여자 월드컵
- 2019년 6월 7일:  프랑스 -  대한민국 (A조)
- 2019년 6월 19일:  일본 -  잉글랜드 (D조)
- 2019년 6월 29일:  이탈리아 -  네덜란드 (8강전)

### FIFA U-20 여자 월드컵
2018년 FIFA U-20 여자 월드컵
- 2018년 8월 8일:  조선민주주의인민공화국 -  멕시코 (B조)
- 2018년 8월 20일:  잉글랜드 -  일본 (준결승전)

### FIFA U-17 여자 월드컵
2012년 FIFA U-17 여자 월드컵
- 2012년 9월 22일:  프랑스 -  미국 (B조)
- 2012년 9월 29일:  캐나다 -  아제르바이잔 (A조)
- 2012년 10월 9일:  조선민주주의인민공화국 -  독일 (준결승전)

### 올림픽
2016년 하계 올림픽 축구 여자
- 2016년 8월 6일:  미국 -  프랑스 (G조)
- 2016년 8월 12일:  캐나다 -  프랑스 (8강전)

### 코파 아메리카 페메니나
2018년 코파 아메리카 페메니나
- 2018년 4월 5일:  브라질 -  아르헨티나 (1차 리그 B조)
- 2018년 4월 9일:  베네수엘라 -  볼리비아 (1차 리그 B조)
- 2018년 4월 13일:  아르헨티나 -  베네수엘라 (1차 리그 B조)
- 2018년 4월 19일:  콜롬비아 -  칠레 (결선 리그)

## 개인 생활
움피에레스는 우루과이의 변호사로도 일하고 있다.